# Schwarzkopfnonne

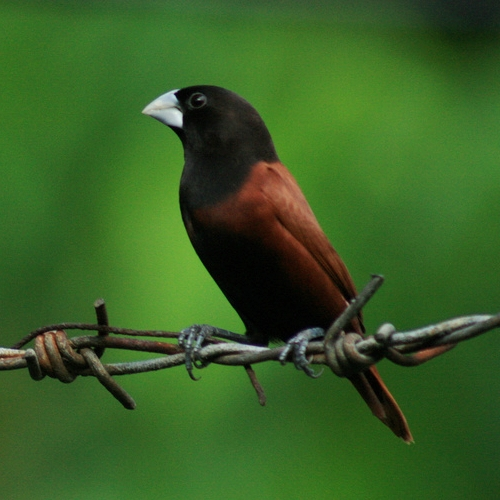
Schwarzkopfnonne der Unterart Lonchura atricapilla jagori

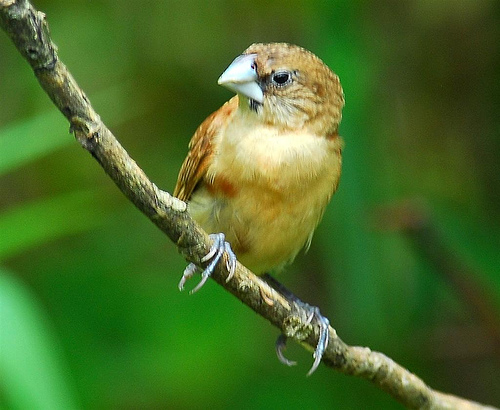
Jungvogel

Das Schwarzkopfnonne (Lonchura atricapilla) ist eine Art aus der Familie der Prachtfinken. Es werden mehrere Unterarten unterschieden. Die Schwarzkopfnonne galt lange Zeit als Unterart der Schwarzbauchnonne. Die beiden Arten weisen unter anderem Helligkeitsunterschiede im Jugendkleid sowie Abweichungen in der Rachenzeichnung der Nestlinge auf.
Die Art wird von der IUCN als nicht gefährdet („least concern“) eingestuft.

## Beschreibung
Schwarzkopfnonnen erreichen eine Körperlänge von elf bis zwölf Zentimeter. Der Sexualdimorphismus ist nicht sehr stark ausgeprägt.
Kopf und Hals sind bis zur Kropfgegend schwarz. Die Oberschwanzdecken und die Säume der Schwanzfedern sind bräunlichgelb. Vorderbrust und Körperseiten sind wie der Rücken und die Flügel intensiv kastanienbraun. Die Augen sind rotbraun bis braun. Der Schnabel ist hell blaugrau. Die Füße und die Läufe sind bleigrau.
Die Weibchen sind meist etwas matter gefärbt als die Männchen. Die Jungvögel sind auf der Körperoberseite rötlichbraun und an den Kopfseiten und der Kehle grauer. Bei den Jungvögeln der Schwarzkopfnonnen ist die hufeisenförmige Zeichnung im Rachen etwas kleiner als bei den Schwarzbauchnonnen. Die Zeichnung im Ober- und Unterschnabel sind durch eine große Lücke voneinander getrennt.

## Verbreitung und Lebensweise
Die einzelnen Unterarten haben folgende Verbreitungsgebiete:
- Lonchura atricapilla atricapilla (Nominatform) kommt vom Osten Nepals und Bihar über Assam und den Osten Pakistans bis in den Westen Myanmars vor. Einzelne Populationen kommen außerdem im Norden, Osten und Süden von Myanmar sowie in dem an Myanmar angrenzenden Yunnan vor.
- Lonchura atricapilla rubroniger: Vorland und Vorberge des Himalaya von Ambala im östlichen Pandschab bis in das Zentralland von Nepal und den Nordwesten von Bihar.
- Lonchura atricapilla sinensis: Malaiische Halbinsel einschließlich Singapur bis zum südlichsten Thailand und ins Tiefland von Sumatra.
- Lonchura atricapilla formosana: Niedrige Höhenlagen auf Taiwan und im Nordosten von Luzon.
- Lonchura atricapilla deignani: Thailand und wahrscheinlich auch Teile Indonesiens.
- Lonchura atricapilla brunneiceps (sogenannte Braunkopfnonne): Südhalbinsel von Sulawesi und die Insel Ambon
- Lonchura atricapilla jagori: Die Insel Luzon mit Ausnahme des Nordens sowie Ticao und Lubang
- Lonchura atricapilla selimbauensis: Südwesten Borneos
- Lonchura atricapilla obscura: Mittlerer Süden von Borneo
- Lonchura atricapilla batakana: Hochländer Sumatras

Schwarzkopfnonnen besiedeln Hochgrasgebiete und kommen auch in Schilf und sumpfigem Gebüsch vor. Sie bevorzugen generell niedrigere Höhenlagen, jedoch kommen sie in Borneo auch noch in Höhen von 1800 Meter, in Südindien in Höhenlagen von 1600 und im Himalayagebiet bis zu 1200 Höhenmetern vor. Sie ernähren sich hauptsächlich von Grassamen und Reiskörnern. Diese werden sowohl vom Erdboden aufgelesen als auch aus den Rispen und Ähren geklaubt. Die Vögel sind sehr geschickte Kletterer und nehmen die Füße zu Hilfe, um Grashalme festzuhalten oder Ähren zu sich heranzuziehen.
Die Brutzeit variiert in Abhängigkeit vom Verbreitungsgebiet, die Hauptbrutsaison ist jedoch die Regenzeit. Das Nest wird von beiden Partnern gebaut. Beide brüten und ziehen auch gemeinsam die Jungvögel groß. Die Brutdauer beträgt zwölf bis dreizehn Tage, die Nestlingszeit zwischen 22 und 28 Tage. Jungvögel sind nach einer bis drei Wochen nach dem Ausfliegen selbständig.

## Haltung
Die Schwarzkopfnonne wurde in Europa bereits in den 1870er Jahren als Ziervogel gehalten. Sie wird seit 1950 regelmäßig importiert, aber nur in sehr geringer Zahl nachgezüchtet.